# Virginie Brackez
Virginie Brackez est une joueuse de kayak-polo internationale française, née le 26 septembre 1982 à Bois-Bernard.
Elle participe en 2008, et depuis 2005, au championnat de France N1F dans l'équipe de Saint Omer.

## Sélections
Sélections en équipe de France espoir
- Championnats d'Europe 2001 : Médaille d'or [3]

Sélections en équipe de France senior
- Championnats d'Europe 2005 : Médaille de bronze[4]
- Championnats du monde 2006 : 4e
- Championnats d'Europe 2007 : Médaille d'argent [5]
- Championnats du monde 2008 : Médaille de bronze[6]
- Championnats d'Europe 2009 : Médaille de bronze
- Jeux mondiaux de 2009 : Médaille de bronze
- Championnats du monde 2010 : Médaille de bronze
- Championnats d'Europe 2011 : Médaille d'argent
- Jeux mondiaux de 2013 : Médaille de bronze